# Rovello (Savosa)
Rovello è una frazione del comune svizzero di Savosa, nel Canton Ticino (distretto di Lugano).
Già comune autonomo, nel 1804 è stato accorpato al comune di Savosa, tranne una parte assegnata a Massagno e il complesso di San Maurizio, con l'oratorio di San Maurizio attestato dal 1203, aggregato a Lugano.